# Elena e Malvina
Elena e Malvina è un'opera in due atti di Carlo Evasio Soliva, su libretto di Felice Romani. La prima rappresentazione ebbe luogo al Teatro alla Scala di Milano nella primavera del 1824.

## Trama
Sir Enrico, ricco nobile inglese, dopo aver incontrato casualmente durante una battuta di caccia Malvina, una dama irlandese, se ne innamorò perdutamente, e la persuase a segrete nozze, salvo poi abbandonarla due mesi dopo e partire per le Indie, dove contrasse matrimonio con Elena, per poi trasferirsi nelle terre governate dal padre di lei, Donaldo, dove però aveva deciso di stabilire il proprio podere Malvina, assistita dal fido servo Patrizio. L'azione inizia da questo punto, e vede lo scontro fra Malvina, assetata di vendetta, coadiuvata da sir Donaldo e suo figlio Eduino, che sostengono la giusta causa della dama, ed Enrico, che cerca di sfuggire al proprio passato. Alla fine, però, la donna magnanimamente decide di perdonare il traditore, e sceglie di partire per sempre con Patrizio alla ricerca di una nuova terra da abitare.

## Struttura musicale
- Sinfonia

### Atto I
- N. 1 - Introduzione Spunta il sole: ogni cosa d'intorno (Coro, Patrizio, Malvina)
- N. 2 - Coro Cacciatori... fuggite... volate...
- N. 3 - Cavatina Parmi tra fronda e fronda (Enrico)
- N. 4 - Terzetto Non temer che i mali miei (Malvina, Patrizio, Enrico)
- N. 5 - Coro e Cavatina Ebbene?... Qual nuova - Ei non riede... Invan lo chiedo (Elena)
- N. 6 - Duetto Io son dinanzi al giudice (Malvina, Donaldo)
- N. 7 - Terzetto L'hai trovato? L'hai veduto? (Elena, Patrizio, Eduino)
- N. 8 - Finale I Enrico! / Oh vista! (Elena, Enrico, Malvina, Donaldo, Eduino, Coro, Patrizio)

### Atto II
- N. 9 - Introduzione seconda Poverina!... se sapeste (Coro, Eduino)
- N. 10 - Duetto Ch'io l'abbandoni? (Elena, Donaldo, Coro)
- N. 11 - Coro La notte è a mezzo il corso
- N. 12 - Quartetto Prendi... onorati ancora (Eduino, Enrico, Patrizio, Donaldo, Coro)
- N. 13 - Duetto Tu a' miei piedi? (Malvina, Elena)
- N. 14 - Finale II Come dal mio pensiero (Malvina, Enrico, Donaldo, Eduino, Elena, Patrizio, Coro)